# Kaiser Jeep Corporation

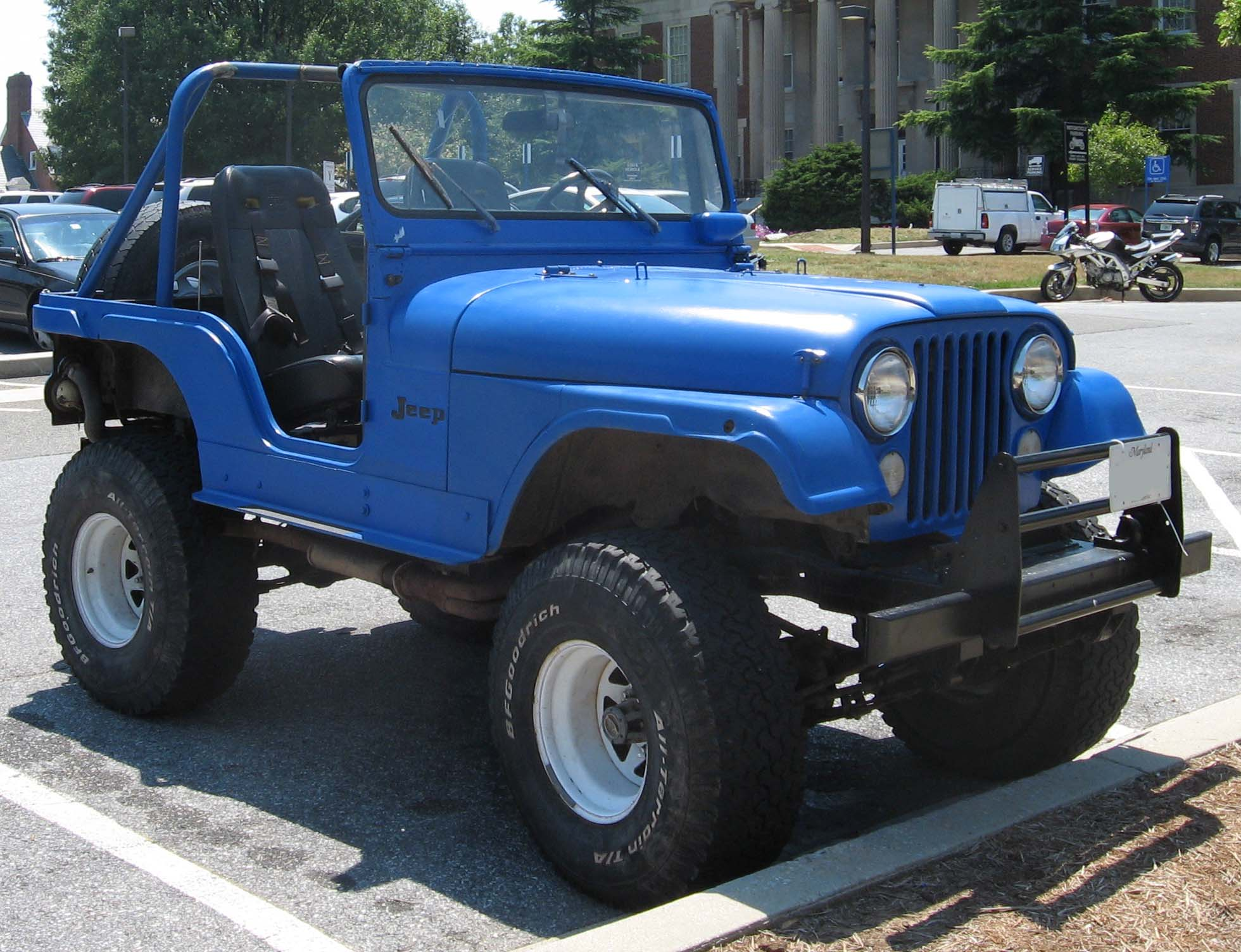
Jeep CJ

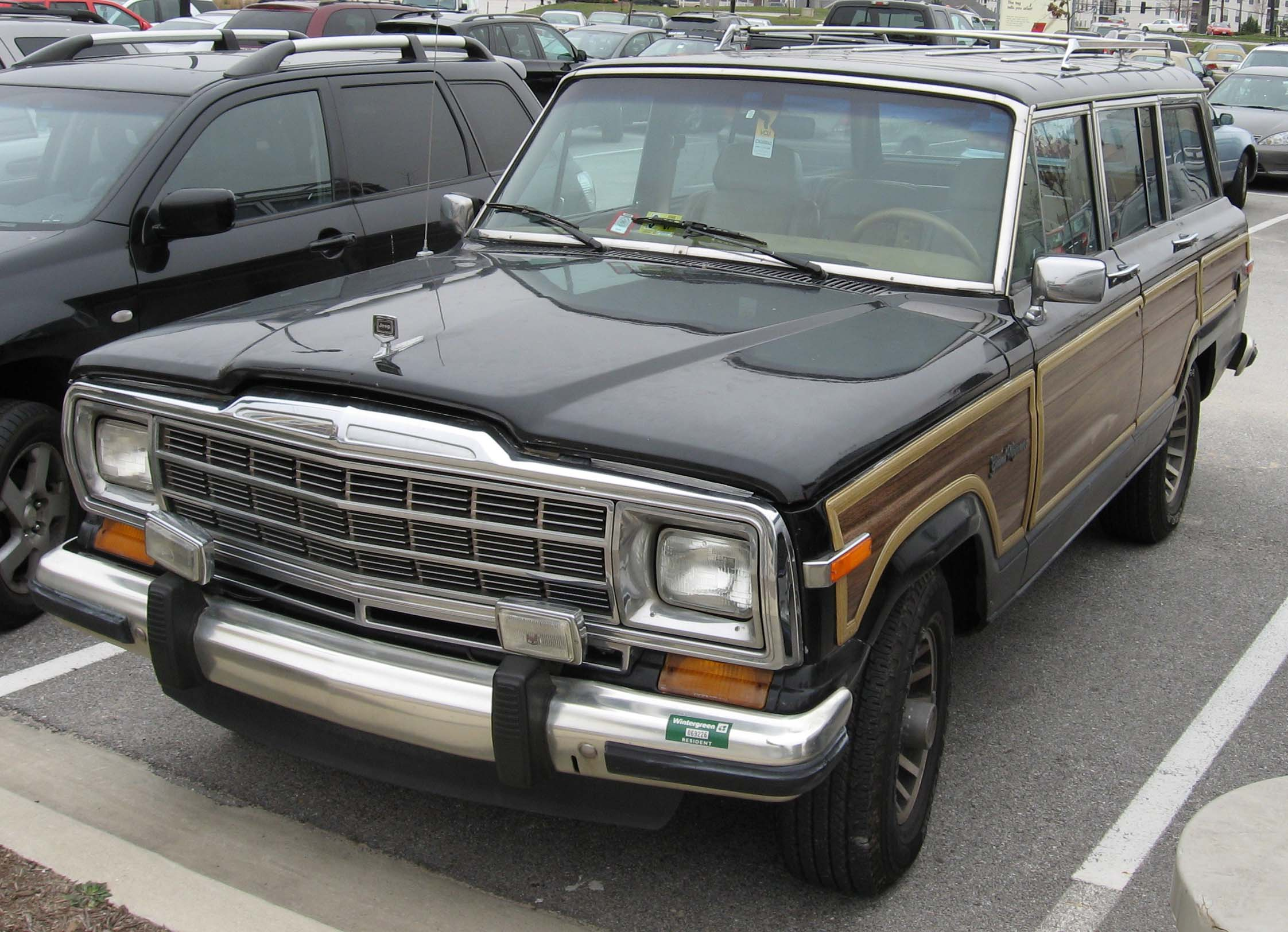
Jeep Wagoneer SJ

Die Kaiser Jeep Corporation in Toledo (Ohio) entstand 1963 durch Umbenennung aus der Willys Motor Company. Der Eigentümer Kaiser Industries wollte seine sämtlichen Unternehmen unter dem Konzernnamen vereinigen.

## Geschichte
Kaiser Jeep übernahm die gesamte Jeep-Palette, zum Beispiel den Jeep CJ, den Jeep FC und den Jeep Wagoneer, von der Willys Motor Company.
1967 holte das Unternehmen den Jeepster wieder aus der Versenkung, den Willys-Overland von 1948 bis 1950 hergestellt hatte. Der Wagen war vollkommen neu konstruiert, basierte aber auf dem CJ. Den Jeepster gab es in drei Ausführungen (Roadster, Cabriolet und Pickup). Sein Erfolg am Markt hielt sich aber in Grenzen.
Die American Motors Corporation schaute sich nach einer Erweiterung ihrer Produktpalette um und hatte auch schon gelegentlich mit Kaiser-Managern verhandelt. 1970 wurde der Kaufvertrag abgeschlossen, und Kaiser Jeep wurde zur Jeep Corporation, einer 100%igen Tochter von AMC.
1987/1988 wurde AMC und damit auch Jeep von Chrysler übernommen.

## Modelle
| Modelljahr | Modelle |
| ---------- | --- |
| 1963       | CJ-3B, CJ-5, CJ-6, DJ-3A, FJ-3, Station Wagon, Wagoneer, Pickup, Gladiator, FC-150, FC-170                 |
| 1964       | CJ-3B, CJ-5, CJ-6, CJ-5A, CJ-6A, DJ-3A, FJ-3, Station Wagon, Wagoneer, Pickup, Gladiator, FC-150, FC-170   |
| 1965       | CJ-3B, CJ-5, CJ-6, CJ-5A, CJ-6A, DJ-3A, FJ-3, FJ-6, Station Wagon, Wagoneer, Pickup, Gladiator             |
| 1966       | CJ-3B, CJ-5, CJ-6, CJ-5A, CJ-6A, DJ-5, DJ-6, FJ-6, Wagoneer, Super Wagoneer, Gladiator                     |
| 1967       | CJ-3B, CJ-5, CJ-6, CJ-5A, CJ-6A, DJ-5, DJ-6, FJ-6, Wagoneer, Super Wagoneer, Jeepster Commando, Gladiator  |
| 1968       | CJ-3B, CJ-5, CJ-6, CJ-5A, CJ-6A, DJ-5A, DJ-6, FJ-6, Wagoneer, Super Wagoneer, Jeepster Commando, Gladiator |
| 1969       | CJ-5, CJ-6, DJ-5A, DJ-6, FJ-6, Wagoneer, Super Wagoneer, Jeepster Commando, Gladiator                      |
| 1970       | CJ-5, CJ-6, DJ-5A, DJ-6, FJ-6, Wagoneer, Jeepster Commando, Gladiator                                      |